# Langenlois

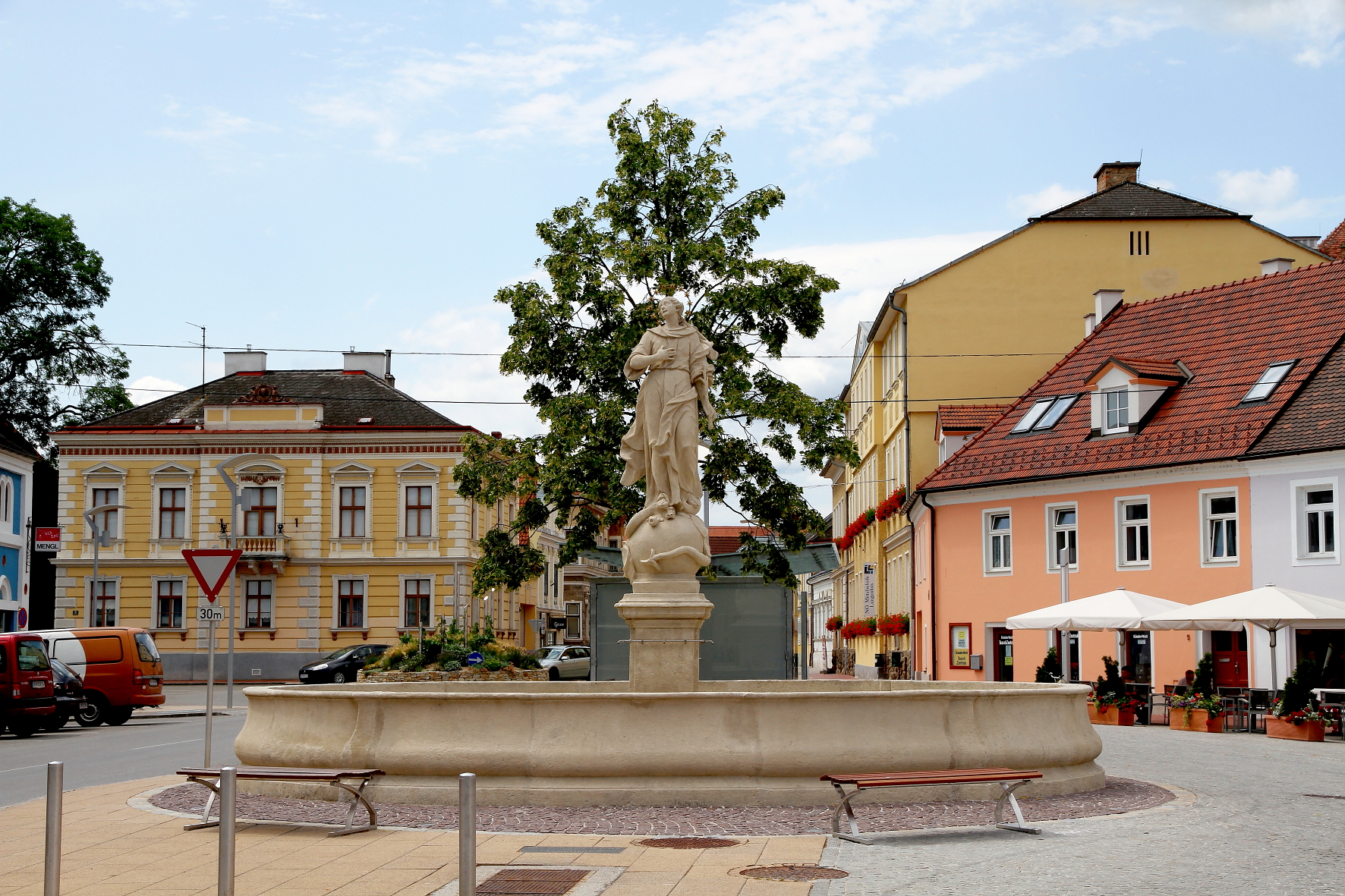
Kašna na náměstí

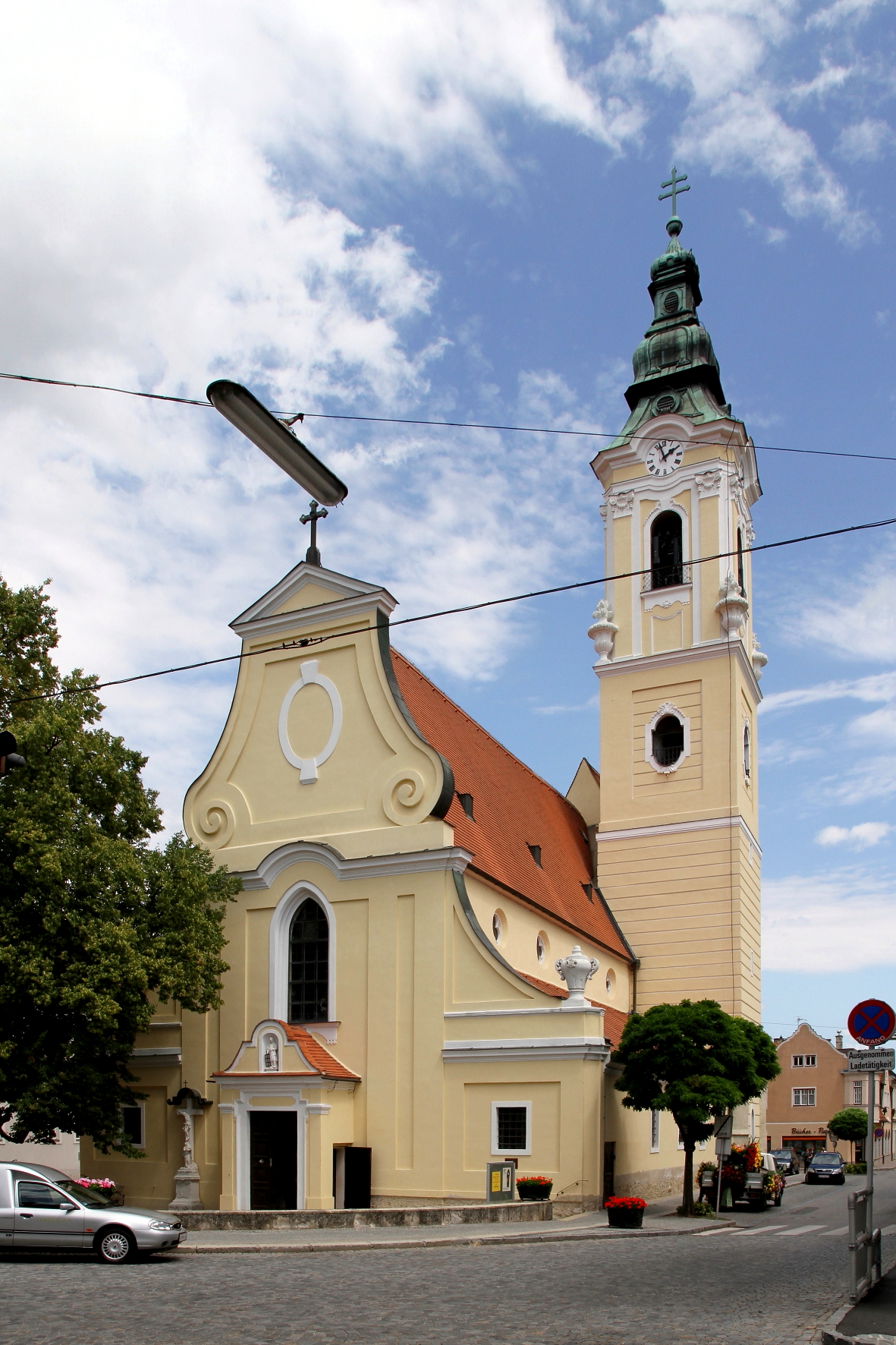
Farní kostel sv. Vavřince

Langenlois je město v Rakousku ve spolkové zemi Dolní Rakousy v okrese Kremže. Žije v něm 7 663 obyvatel (podle sčítání z roku 2016).

## Poloha
Langenlois se nachází ve spolkové zemi Dolní Rakousy v regionu Waldviertel. Leží 8 km severovýchodně od okresního města Kremže. Protéká jím říčka Loisbach a v bezprostřední blízkosti města teče řeka Kamp, do které se Loisbach vlévá. Napojuje se zde silnice B218, která vede k městu Kremže, na silnici B34, která vede z Hornu přes Gars am Kamp až do Sachsendorfu. Rozloha území města činí 66,94 km², z nichž 27,3% je zalesněných.

### Členění
Území města Langenlois se skládá ze sedmi částí (v závorce uveden počet obyvatel k 1.1.2015):
- Gobelsburg (826)
- Langenlois (4809)
- Mittelberg (187)
- Reith (206)
- Schiltern (697)
- Zeiselberg (163)
- Zöbing (722)

## Historie
První písemná zmínka pochází z roku 1081. Od roku 1310 Langenlois vlastní tržní právo a od roku 1925 právo městské. Potok a zdejší krajina byla obyvateli ze severu pojmenována Liubisa, tedy Půvabná, Líbezná. Původní název byl během času komolen a z postupných názvů Liubes, Lewbs, Leubs a Langenleys se nakonec vyvinul název Langenlois. V roce 1141 daroval kníže Leopold bavorskému klášteru Reichersberg dvě léna v Liubes a právo svobodně brát dřevo z lesa mezi řekami Kamp a Krems. Vinařství bylo s touto oblastí úzce spjato.
Zdejší osídlení se již od počátku skládalo ze dvou samostatných částí, které se od sebe lišily staveními. Dolní Aigen s takzvanými Vierzigerhäuser, sídlo obchodníků a horní Aigen, která ležela na horním toku potoka, spíše venkovská a zaměřená na hospodářství, přesněji na vinice. Obě Aigen byly v roce 1430 spojeny. Roku 1518 získalo již sjednocené Langenlois svůj znak.
Blahobyt obyvatel má vliv i na kulturu. Farní kostel sv. Vavřince byl hojně obdarovávaný a sponzorovaný, proto byl opakovaně rozšiřován a zkrášlován. Místní občan Niklas Feller nechal vedle zdejší nemocnice vybudovat kapli, kterou štědře dotoval.

## Mezinárodní kemp Červeného kříže a Červeného půlměsíce
Pozoruhodnou tradicí je mezinárodní kemp mládeže Červeného kříže a Červeného půlměsíce, který se zde tradičně koná již od roku 1956. Vždy na dva týdny v červenci se zde schází mladí členové Červeného kříže a Červeného půlměsíce ze všech koutů světa. Každý stát může vyslat dva členy ve věku 16-23 let. Obvykle se kempu účastní okolo 45 účastníků z Evropy, Afriky, Asie i z tichomořských oblastí. Účastníci jsou ubytování v místní zahradnické škole, a během pobytu si nejen vyměňují zkušenosti, ale také se vydávají na výlety do Vídně a dalších rakouských měst. Tradičně se kempu účastní i delegace z České republiky. Na závěrečném festivalu národů se obvykle každý národ prezentuje při dvouminutovém vystoupení, a zároveň tu má každý národ svůj stánek. Festival mohou navštívit i bývalí účastníci kempu a další hosté. V letech 2020 a 2021 se kemp nekonal z důvodu pandemie koronaviru.

## Politika

### Starostové od roku 1945
- August Kargl (1945–1960)
- August Sachseneder (1960–1970)
- Josef Rucker (1970–1980)
- Johann Sauberer (1980–1990)
- Kurt Renner (1990–2008)
- Hubert Meisl (od roku 2008)

## Pozoruhodnosti
- Měšťanské domy
- Zemské muzeum
- Kamptalwarte, rozhledna nad údolím řeky Kamp
- LOISIUM, svět sklepů
- Kostel sv. Mikuláše
- Farní kostel sv. Vavřince v Langelois
- Zámek Gobelsburg
- Zámek Haindorf
- Zámek Schiltern

## Osobnosti
- Leonore Ehn (1888–1978), herečka, narozená v Langenlois
- Johann Endl (1897–1960), dolnorakouský poslanec, narozený v Langenlois
- Konrad Höfinger (1886–1938), politik a dolnorakouský poslanec, narozený v Langenlois
- Anna Höllerer (* 1953), politička, narozená v Gobelsburgu
- Anton Hrodegh (1875–1926), prehistorik a sponzor zdejšího muzea
- August Kargl (1898–1960), politik a zdejší starosta, zástupce dolnorakouského hejtmana, narozený v Langenlois
- Johann Pettenauer (1902–1985), politik a dolnorakouský poslanec, narozený v Gobelsburgu
- Werner Vasicek (1939–2013), vlastivědec a paleontolog, narozený v Langenlois
- Irmie Vesselsky (* 1984), písničkářka a pianistka, narozena v Schiltern

## Galerie

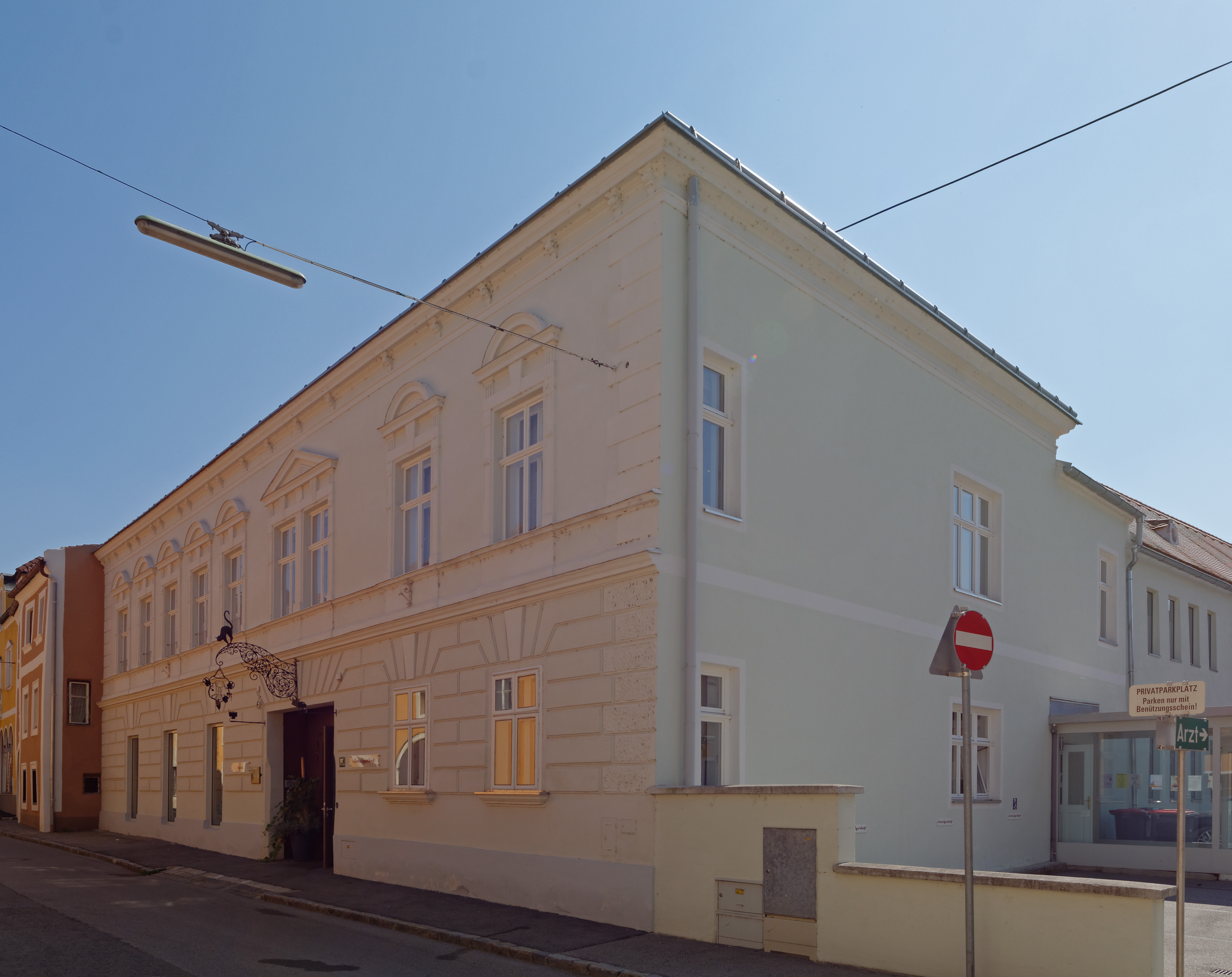
Takzvaný „Vierzigerhaus“
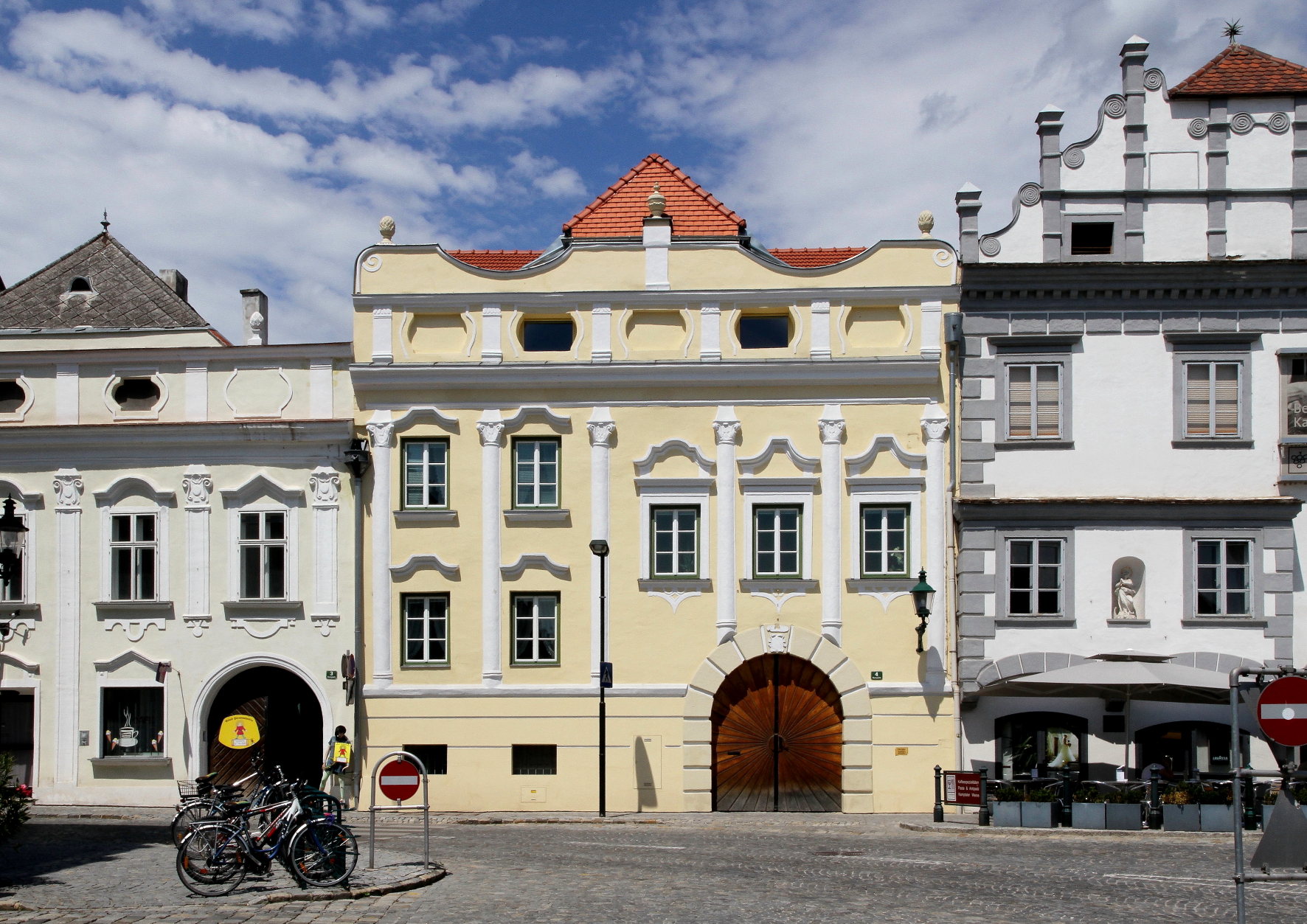
Měšťanské domy
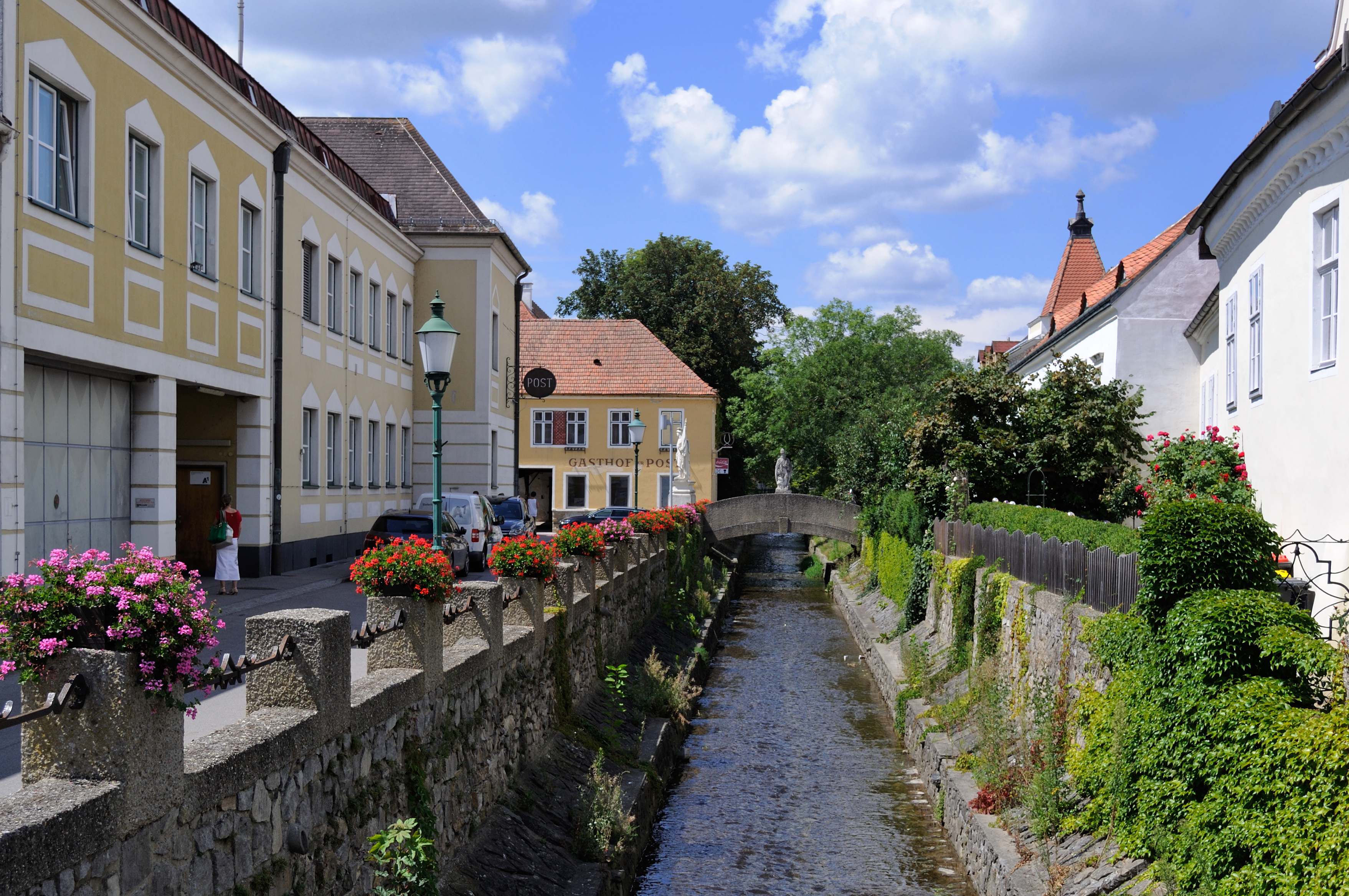
Loisbach protékající městem
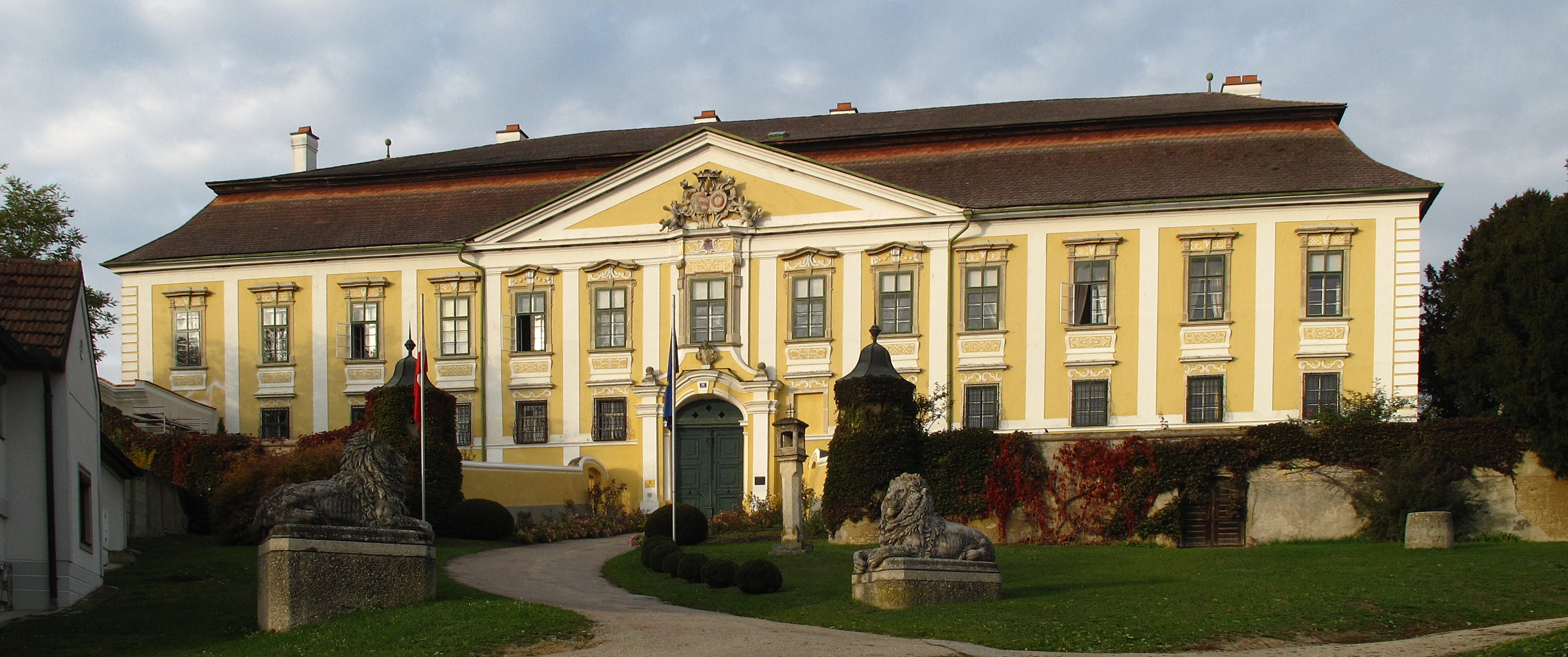
Zámek Gobelsburg
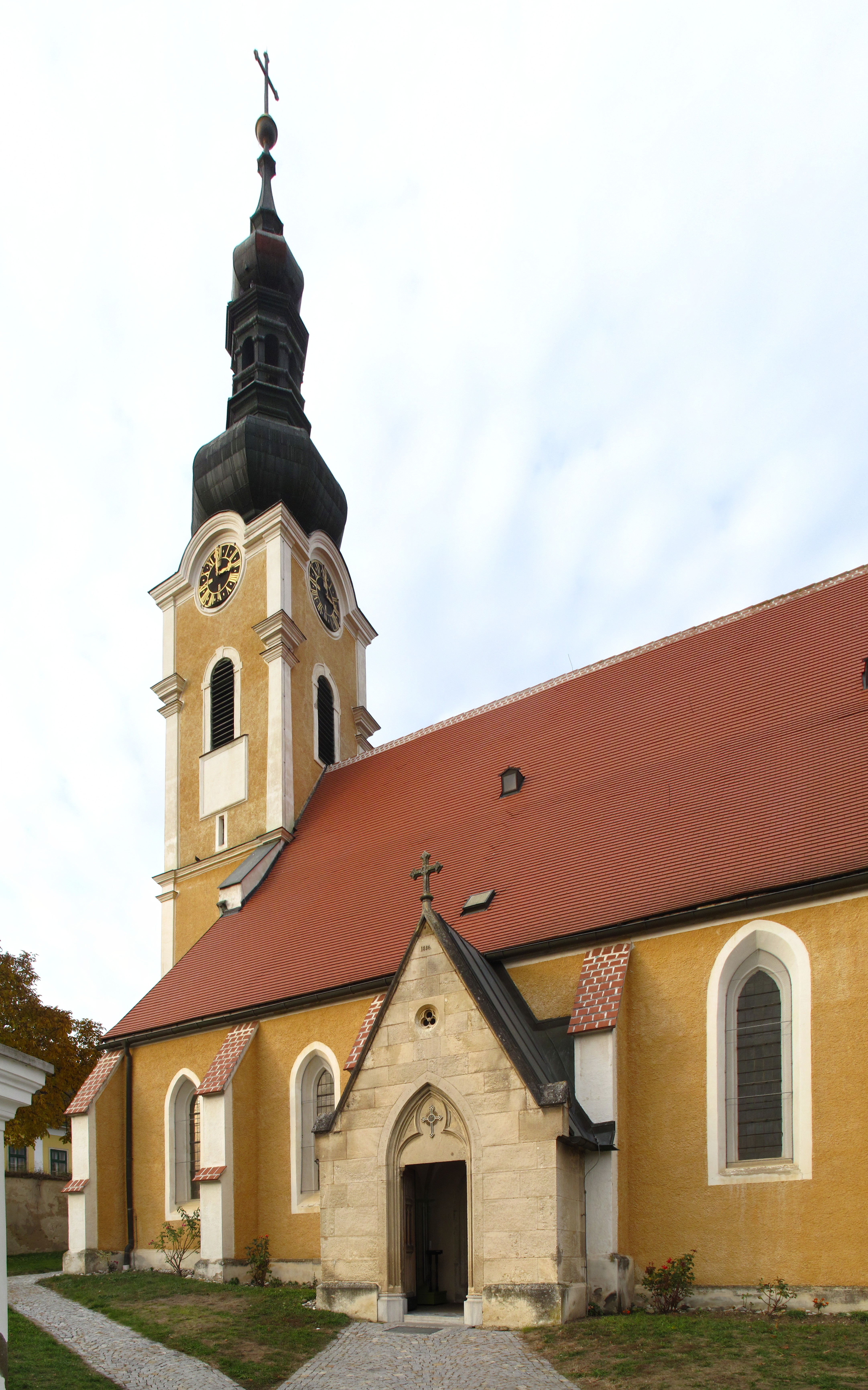
Farní kostel Narození Panny Marie v Gobelsburgu
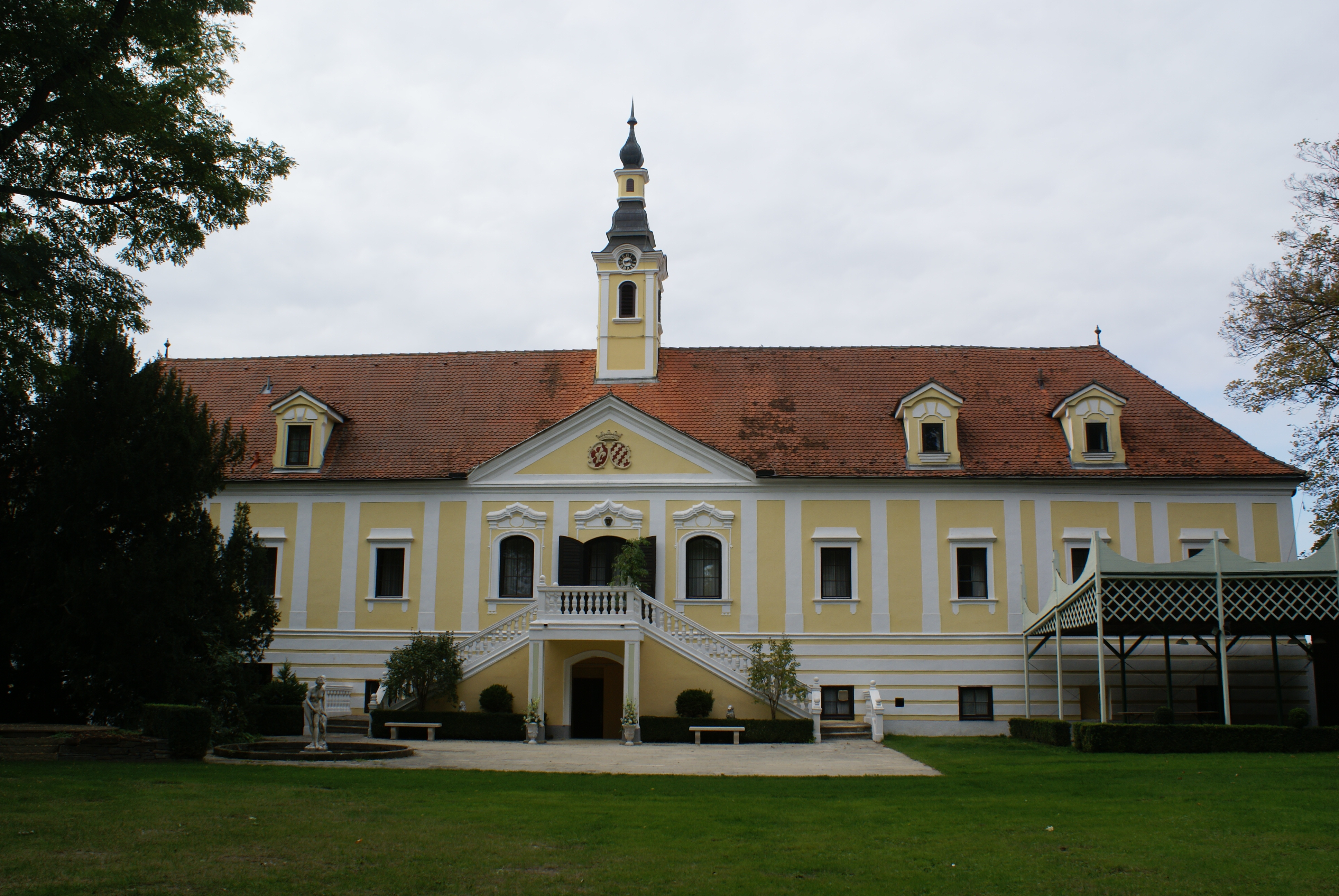
Zámek Haindorf
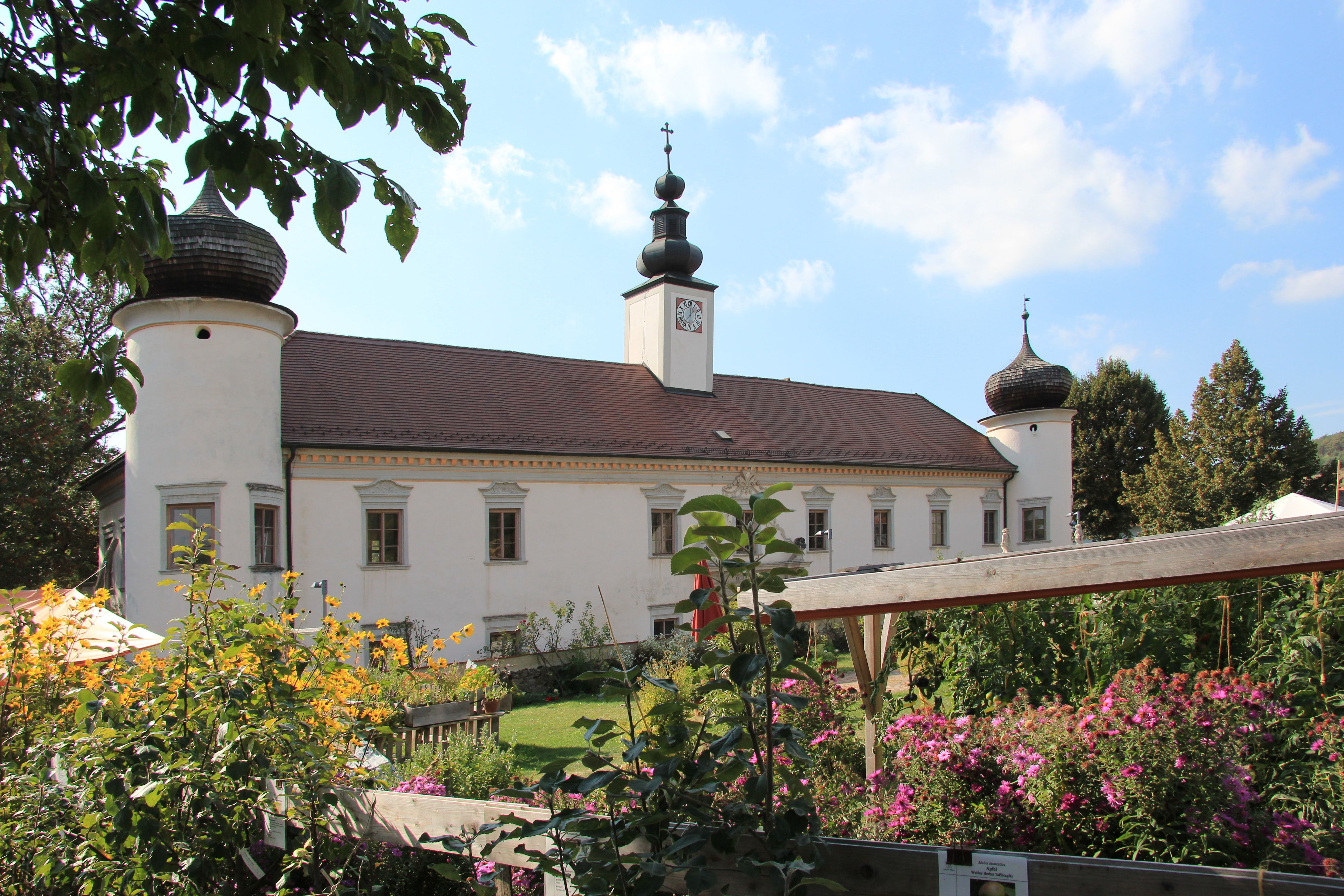
Zámek Schiltern
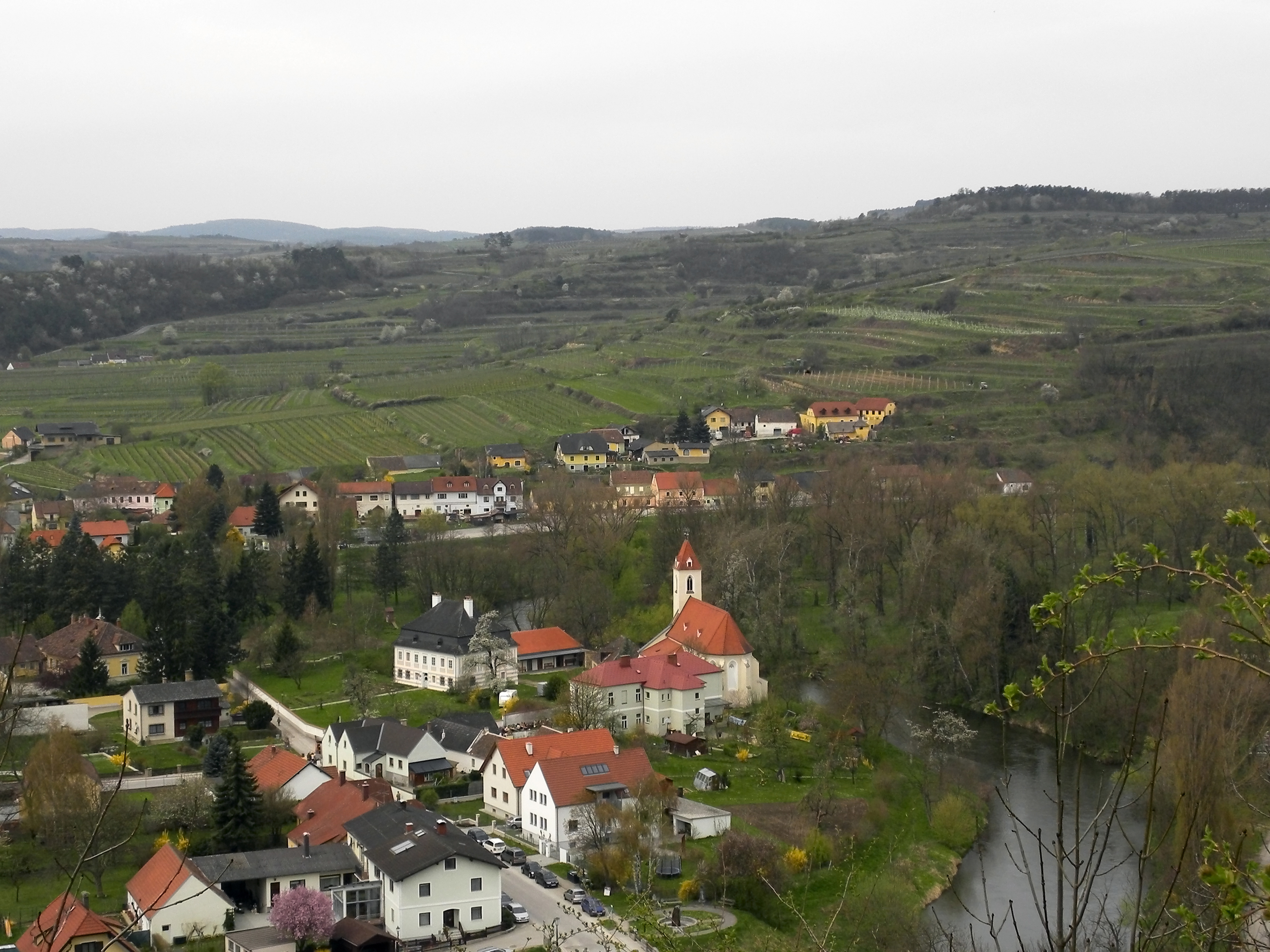
Zöbing